# Sigefroid de Luxembourg
Sigefroid ou Siegfried, né vers 930/940 et mort en 998, est le premier comte d'un territoire qui allait devenir le comté de Luxembourg. Il est le fils de Wigéric, comte de Bidgau, puis comte palatin de Lotharingie, et de Cunégonde, petite-fille du carolingien Louis II le Bègue.

## Ascendance
La plupart des auteurs, pensent que Sigefroid est le fils de Wigéric de Bidgau. Cette filiation est déduite d'un tableau généalogique dressé au XIe siècle en vue de rattacher à la race carolingienne une fille de Sigefroid, Cunégonde, femme du roi Henri II. Ce tableau indique comme mère de Sigefroid Cunégonde, fille d'Ermentrude et petite-fille de Louis le Bègue. Or, l'épouse de Wigéric s'appelait également Cunégonde.
D'autres arguments soutiennent cette thèse. Dans un diplôme en faveur de l'église Saint-Lambert de Liège, le roi Charles nomme nepotem l'évêque Adalbéron. Si la sœur de Charles, Ermentrude, est bien la grand-mère d'Adalbéron, l'emploi de ce terme peut être expliqué, même si ses significations les plus courantes sont « neveu » (au sens strict) et « petit-fils », car Charles le Simple n'avait pas de sœur ou de fille nommée Cunégonde. Léon Vanderkindere conteste néanmoins cet argument et avance de nepos pourrait simplement signifier « cousin ». Cependant, la balance des preuves est contre cela.
Ensuite, les noms utilisés chez les descendants de Sigefroid se retrouvent également dans la maison d'Ardenne : Sigefroid a ainsi des filles nommées Cunégonde et Liutgarde et des fils nommés Adalbéron, Frédéric et Giselbert.
Une lettre de 985 de Gerbert d'Aurillac à l'impératrice Théophano Skleraina mentionne un comte Sigefroid en tant que patruus, c'est-à-dire « oncle paternel », de Godefroid le Captif. Ce comte Sigefroid serait donc un frère de Gozlin.
Enfin, il est possible que Sigefroid soit la même personne que le Sigebert mentionné dans plusieurs documents comme le frère de Gozlin.
Vanderkindere soutient que la chronologie s'oppose à cette généalogie. Adalbéron est devenu évêque en 929, rendant improbable sa naissance après 910. Il fait également valoir que Louis II et Adélaïde se sont mariés vers 878, conduisant à une situation extrêmement serrée. Cependant, ils peuvent s'être mariés dès 870, rendant l'argument invalide.
Un autre argument est l'antagonisme constant qui existe entre les descendants de Wigéric et ceux de Sigefroid : on sait que Henri III, dans sa lutte contre Godefroid le Barbu, se tourna vers Frédéric de Luxembourg et lui confia le duché de Basse-Lotharingie ; mais déjà sous Henri II, Godefroy Ier fut appelé à lutter contre le comte Gérard, qui avait épousé Éva, fille de Sigefroid. Dans le Methingowe et dans le Bidgau, Sigefroid lui-même s'agrandit aux dépens de Godefroid de Verdun. Cependant, cet argument n'est pas valide car il n'était pas inconnu pour parents, même les proches, d'être des ennemis.
Vanderkindere soutient également que mariages furent conclus entre des descendants de Sigefroid et des descendants de Wigéric. Frédéric, fils de Sigefroid, épouse la petite-fille de Gerberge. Léon Vanderkindere a vu dans cette Gerberge probablement une fille de Gozlin, et doute une proche parente de Godefroid. L'argument tombe cependant considérant Gerberge étant, en fait, une sœur du vice-duc de Basse-Lotharingie Godefroid et une fille d'un autre Godefroid.
Il faut également considérer l'âge des enfants de Sigefroid. Wigéric était mort entre 916 et 919. La date la plus reculée qu'on puisse assigner à la naissance de Sigefroid, en le supposant fils de Wigéric, ne peut donc être éloignée de 919. Or, son fils Frédéric est mort en 1019 ; son fils Henri, duc de Bavière, en 1026 ; son fils Thierry II de Metz en 1047 ; Cunégonde, femme de Henri II, née vraisemblablement après 978, vécut jusqu'en 1033 ; Giselbert, fils de Sigefroid, fut tué à Pavie, jeune encore, en 1004, et Adalbéron de Trèves est en 1008 qualifié par Thietmar de « jeune homme pas encore mûr » (immaturus juvenis). Tous ces enfants ont dû naître de 955 à 980, et dès lors il est invraisemblable que leur père eût vu le jour dès 919. La première mention que l'on rencontre de Sigefroid ne remonte qu'à 959. Le problème de chronologie peut cependant se résoudre si on suppose que Sigefroid s'est marié à un âge tardif (environ quarante ans) avec une femme beaucoup plus jeune, qu'il a encore eu des enfants à la soixantaine, qu'il est mort à plus de quatre-vingts ans et que ses enfants eurent également une longue vie.
Dans une charte datée de 1037, Adalbéron de Trèves appelle une Judith, femme du duc Adalbert, sa tante paternelle (amita). On devrait donc voir en elle une sœur du comte de Luxembourg Sigefroid. Or Judith fit encore en 1037 une donation à Saint-Mathieu, près de Trèves. Elle a donc vécu beaucoup trop tard pour pouvoir être considérée comme fille de Wigéric. Cependant la charte d'Adalbéron n'est pas authentique, car Adalbert n'était pas duc en 1037 et en outre Judith pourrait être un parent de Hedwige, la femme de Sigefroid, qui aurait été beaucoup plus jeune que lui.
Avec toutes les objections écartées, on peut conclure que Sigefroid était, vraiment, fils de Wigéric et Cunégonde.

## Biographie
Sigefroid possédait des biens en Haute-Lotharingie (qu'il reçut peut-être de son supposé père Wigéric de Bidgau). Afin de les protéger efficacement, il fit construire en 963 au centre de ses domaines une forteresse, qui est le château de Luxembourg. Une ville se créa rapidement autour du château.
Il portait le titre de comte, mais ce fut un de ses descendants, Guillaume qui s'intitula 150 ans plus tard comte de Luxembourg. Il fut également avoué des abbayes Saint-Maximin de Trèves et Saint-Willibrord d'Echternach.

## Union et postérité
Sigefroid épousa vers 955 Hedwige de Nordgau. Ils avaient eu :  
- Henri Ier le Vieux († 1026), comte à Luxembourg ;
- Sigefroid, cité en 985 ;
- Frédéric (~965 -† 6/10/1018), comte en Moselgau ;
- Thierry II († 1047), évêque de Metz ;
- Adalbéron (mort après 1037[4]), chanoine puis élu en 1008 archevêque de Trêves ;
- Gislebert († 1004), comte en Moselgau ;
- Cunégonde (~975 Wettenberg - † 3/3/1033 Kaufungen), mariée à Henri II, empereur romain germanique ;
- Ève, mariée à Gérard III de Bouzonville[5], comte de Metz ;
- Ermentrude, abbesse ;
- Luitgarde (~ 955 Bruxelles - ), mariée à Arnould Ier, comte en Frise occidentale ;
- une fille, mariée à Thietmar (margrave de la Marche de l’Est saxonne).

## Sources
- Léon Vanderkindere, La Formation territoriale des principautés belges au Moyen Âge, vol. II, Bruxelles, H. Lamertin, 1902 (réimpr. 1981), 88 p. (lire en ligne), p. 328-333.
- Alfred Lefort, La Maison souveraine de Luxembourg, Reims, Imprimerie Lucien Monge, 1902, 262 p. [détail de l’édition].